# Prijevoj Ursprung
Prijevoj Ursprung (836 m) je planinski prijevoj u Alpama u Austriji (Tirol) i Njemačkoj (Bavarska).
Počinje 11.5 km zapadno od Kufsteina (Tirol) i povezuje dolinu Ursprung na sjeveru u Bavarskoj s dolinom Thiersee u Tirolu na jugu. Prijevoj ima maksimalni nagib od 13%. Motorna vozila koja vuku prikolice mogu se kretati ulicom.
Na zapadnom dijelu može se ući na cestu s naplatom cestarine (biciklisti besplatno) za Ackernalm. Postoji samo jedan restoran uz cestu: Zipflwirt (nalazi se na njemačkoj strani; od 1912).